# 塞奥法尼斯·耶卡斯
塞奥法尼斯‧耶卡斯（希臘語：Θεοφάνης Γκέκας，Theofanis Gekas，1980年5月23日—）出生於希臘中部色薩利大區首府拉里薩，是一名希臘籍前足球運動員，場上司職前鋒，现为足球教练。在先前的賽季中，耶卡斯曾拿下包括希臘足球超級聯賽及德國足球甲級聯賽在內的最佳射手獎。耶卡斯同時也是2010年世界盃外圍賽歐洲區的最佳射手，在資格賽中總計為希臘隊踢進十球之譜。

## 外部連結
- Article （页面存档备份，存于） in German sports magazine Kicker （德文）
- fussballdaten.de：Theofanis Gekas之統計數據 （德文）
- 塞奥法尼斯·耶卡斯在 National-Football-Teams.com 上的出场纪录